# ロータス・93T
ロータス・93T (Lotus 93T) は、チーム・ロータスが1983年のF1世界選手権参戦用に開発したフォーミュラ1カー。1983年の開幕戦から第11戦まで投入された。ドライバーはエリオ・デ・アンジェリスとナイジェル・マンセル。

## 概要
93Tは、コーリン・チャップマンによる最後のマシンであり、ルノー製のV6ターボエンジンを搭載した最初のマシンでもある。開幕から8戦まではエリオ・デ・アンジェリスによりドライブされ、その間、マンセルは92をドライブした（4月、ノンタイトル戦のレース・オブ・チャンピオンズのみ93Tの2号車を使用）。
性能が一貫しないピレリタイヤの影響もあるが、ハンドリングは劣悪で、サンマリノGPではデ・アンジェリスが数度のタイヤ交換をしたのち戦意喪失してレースを放棄した。マンセルもレース・オブ・チャンピオンズでハンドリングを理由に6周でリタイヤしている。
第9戦のイギリスGPから2人とも94Tにスイッチしたが、予選中ずっとマンセル車はエンジン不調が続いたため、93Tで予選通過した（決勝は94T使用）。次戦のドイツGPではルノーエンジンのブローが頻発し、またもマンセルは93Tで予選通過。決勝もトラブルでスタート前に94Tから93Tに乗り換えてスタートするが、2周目にエンジンブローでリタイヤ。93TはオーストリアGPにもスペアカーとして持ち込まれ、早々に94Tをクラッシュさせたデ・アンジェリスが予選初日に使用した。第12戦オランダGPから94Tの3号車が投入されたため、93TのレースキャリアはオーストリアGPの予選が最後となった。
93Tは、エンジンレスの状態で2台とも早々に売り払われ、現在クラシック・チーム・ロータスでも所有していない。

## スペック

### シャーシ
- シャーシ名 93T
- シャーシ構造 カーボンファイバー製モノコック
- ホイールベース 2,692mm
- 前トレッド 1,800mm
- 後トレッド 1,600mm
- ブレーキキャリパー APロッキード
- ダンパー コニ
- ホイール スピードライン
- タイヤ ピレリ
- ギヤボックス ヒューランドFGB（ケーシングはロータス）5速マニュアル

### エンジン
- エンジン名 ルノーEF1
- 気筒数・角度 V6ターボ・90度

## F1における全成績
(key) （太字はポールポジション）
| 年     | チーム                              | エンジン                       | タイヤ | ドライバー               | 1   | 2   | 3   | 4   | 5   | 6   | 7   | 8   | 9   | 10  | 11  | 12  | 13  | 14  | 15  | ポイント | 順位 |
| ------ | ----------------------------------- | ------------------------------ | ------ | ------------------------ | --- | --- | --- | --- | --- | --- | --- | --- | --- | --- | --- | --- | --- | --- | --- | -------- | ---- |
| 1983年 | ジョン・プレイヤー チーム・ロータス | ルノー・ゴルディーニ EF1 V6 tc | P      |                          | BRA | USW | FRA | SMR | MON | BEL | DET | CAN | GBR | GER | AUT | NED | ITA | EUR | RSA | 11*      | 8th  |
| 1983年 | ジョン・プレイヤー チーム・ロータス | ルノー・ゴルディーニ EF1 V6 tc | P      | エリオ・デ・アンジェリス |     | Ret | Ret | Ret | Ret | 9   | Ret | Ret |     |     |     |     |     |     |     | 11*      | 8th  |
| 1983年 | ジョン・プレイヤー チーム・ロータス | ルノー・ゴルディーニ EF1 V6 tc | P      | ナイジェル・マンセル     |     |     |     |     |     |     |     |     |     | Ret |     |     |     |     |     | 11*      | 8th  |

* すべてのポイントがロータス・94Tによるものである。ロータス・ルノーは11ポイントでコンストラクターズ8位となった。さらにロータス・フォードは1ポイントを獲得し、コンストラクターズ13位となった。
- 出場レース 9
- リタイア 8
- 決勝最高位 9位
- 予選最高位 4位
- ファステストラップ 0
- 獲得ポイント 0